# Lenßen & Partner
Lenßen & Partner ist eine deutsche Vorabend-Krimiserie, die dem Genre der Pseudo-Dokus zugeordnet wird.
Die Erstausstrahlung fand am 10. März 2003 auf Sat.1 statt. Produziert von Constantin Entertainment GmbH wurde sie von 2003 bis 2009 in München und Umgebung gedreht, wobei sich die Kanzlei in der Widenmayerstraße 28 im Stadtteil Lehel befand. Ausgestrahlt wurde die Serie, mit dem Titelsong Lose Yourself von Eminem, Montag bis Freitag im Nachmittags- bzw. Vorabendprogramm.
Ab 5. März 2012 wurde die Serie unter dem Titel Lenßen mit bis auf Namensgeber Ingo Lenßen komplett veränderter Besetzung auf dem alten Vorabendsendeplatz wiederaufgenommen, Drehort war nun Essen und Umgebung. Die erste Folge nach der Pause war ein direktes Crossover mit einer Folge von Richter Alexander Hold desselben Tages. Am 27. April 2012 wurde die erneute Einstellung der Serie aufgrund konstanter schlechter Quoten bekanntgegeben. Die letzte Folge lief am 25. Mai 2012.
Von Oktober 2020 bis Februar 2023 wurde eine dritte veränderte Version der Serie unter dem Titel Lenßen übernimmt auf Sat.1 ausgestrahlt. Ende Juni 2022 wurde von Sat.1 bekanntgegeben, dass alle Scripted Reality-Formate des Senders, darunter Lenßen übernimmt, nicht weiter produziert, jedoch die bereits produzierten Episoden noch gesendet werden sollen.
Seit dem 18. November 2024 wird eine 4. Auflage unter dem Titel Lenßen hilft bei Sat.1 ausgestrahlt. Im Februar 2025 wurde eine zweite Staffel mit weiteren 120 Folgen bestellt. Diese wird seit dem 12. Mai 2025 ausgestrahlt werden.

## Handlung und Konzept
Die Serie handelt von dem Rechtsanwalt Ingo Lenßen, der mit Hilfe von Privatdetektiven im Auftrag seiner Mandanten ermittelt, gelegentlich aber auch spontan in Kriminalfälle hineingerät. Zumeist geht es um die Aufklärung oder Abwendung mittelschwerer Straftaten und Verbrechen (Bedrohung, Erpressung, Entführung, Betrug etc.). Obwohl in der Sendung immer wieder darauf hingewiesen wird, dass es sich um Privatermittler handelt, übernehmen diese in erheblichem Maße polizeiliche Aufgaben wie Spurensicherung und Ergreifung der Täter und arbeiten wie selbstverständlich bei polizeilichen Maßnahmen mit. Häufig geraten Personen, auch Mitglieder der Ermittlerteams, in die Gewalt von Straftätern. Am Ende wird der Fall geklärt und die Täter werden der Justiz zugeführt. Zumeist stellt jede Folge einen abgeschlossenen Fall dar.
Im Prinzip ist Lenßen & Partner eine einfach aufgebaute Krimiserie, die sich lose an der Rechtsanwalt-Privatermittler-Konstellation in Ein Fall für zwei anlehnt. Alle Fälle sind reine Fiktion. Mittels verschiedener Stilmittel wurde jedoch vor allen Dingen in den ersten Sendejahren versucht, beim Zuschauer den Eindruck zu erwecken, es handele sich um nachgestellte reale Kriminalfälle oder gar um Aufnahmen echter Ermittler bei der Arbeit (Pseudo-Doku):
- Die Art von „Berichterstattung“ und Bilddokumentation orientiert sich an Fahndungssendungen wie Aktenzeichen XY … ungelöst:
  - Sprecherstimme aus dem Off, die handlungsunterstützende Informationen liefert oder auf Gefahren hinweist
  - Einblendung von Orts- und/oder Zeitangaben bei Szenenwechseln
  - Einbindung von Aufnahmen vermeintlicher Überwachungskameras und wackeliger schwarz/weiß-Handkameras
  - verwackelte Kameraführung soll die spontane und authentische Inszenierung verdeutlichen
  - Verpixelung von Autokennzeichen und Gesichtern „zufällig“ vorbeilaufender Personen
  - In der Episode Blondes Gift, welche laut manchen Quellen Staffel 2, anderen Quellen Staffel 3 zugeordnet wird, wurde der Zuschauer willentlich von den Produzenten der Serie getäuscht. Das Ermittlerteam Hansen und Kurtuluş stellte einen Hausmeister, welcher ein verdächtiger Spanner ist. Das Gesicht des Hausmeisters wurde verpixelt, und der Sprecher Thomas Albus sagte: „Aus Gründen des Persönlichkeitsschutzes musste der Hausmeister unkenntlich gemacht werden. Der Verdächtige drohte bereits vor Ausstrahlung der Sendung mit einer Unterlassungklage und Schadenersatzforderungen, falls seine Person in diesem Zusammenhang gezeigt wird.“ Dies suggerierte dem Zuschauer, die Sendung sei eine reale Dokumentation und beruhe auf wahren Ereignissen.
- Am Ende der Sendung wird stets das Ergebnis des anschließenden Gerichtsverfahrens mit Strafmaß und vollen Namen der Angeklagten angegeben.
- Die meisten ständigen Darsteller, darunter der namensgebende Ingo Lenßen, treten unter ihrem echten Namen auf.

## Besetzung
| Jahr      | Rechtsanwalt | Ermittlerteam 1                    | Ermittlerteam 1                         | Ermittlerteam 2                         | Ermittlerteam 2                     | Sekretärin                              |
| --------- | ------------ | ---------------------------------- | --------------------------------------- | --------------------------------------- | ----------------------------------- | --------------------------------------- |
| 2003      | Ingo Lenßen  | Christian Storm                    | Sandra Nitka (Sandra Zirngibl-Kowalski) | Katja Hansen (Sandra Schwarzmaier)      | Tekin Kurtuluş                      | Gabi von Polsdorf                       |
| 2003–2004 | Ingo Lenßen  | Christian Storm                    | Sandra Nitka (Sandra Zirngibl-Kowalski) | Katja Hansen (Sandra Schwarzmaier)      | Tekin Kurtuluş                      | Gabi von Polsdorf                       |
| 2004–2005 | Ingo Lenßen  | Christian Storm                    | Sandra Nitka (Sandra Zirngibl-Kowalski) | Katja Hansen (Sandra Schwarzmaier)      | Tekin Kurtuluş                      | Gabi von Polsdorf                       |
| 2005–2006 | Ingo Lenßen  | Christian Storm                    | Sandra Nitka (Sandra Zirngibl-Kowalski) | Katja Hansen (Sandra Schwarzmaier)      | Mark Blomberg (Tim Riedel)          | Gabi von Polsdorf                       |
| 2006–2007 | Ingo Lenßen  | Christian Storm                    | Sandra Nitka (Sandra Zirngibl-Kowalski) | Katja Hansen (Sandra Schwarzmaier)      | Sebastian Thiele (Sebastian Jäger)  | Julia Brahms (Friederike Lohrer)        |
| 2007–2008 | Ingo Lenßen  | Christian Storm                    | Sandra Nitka (Sandra Zirngibl-Kowalski) | Katja Hansen (Sandra Schwarzmaier)      | Sebastian Thiele (Sebastian Jäger)  | Julia Brahms (Friederike Lohrer)        |
| 2008–2009 | Ingo Lenßen  | Christian Storm                    | Julia Brahms (Friederike Lohrer)        | Katja Hansen (Sandra Schwarzmaier)      | Sebastian Thiele (Sebastian Jäger)  | Sandra Nitka (Sandra Zirngibl-Kowalski) |
| 2009      | Ingo Lenßen  | Christian Storm                    | Katja Hansen (Sandra Schwarzmaier)      | Sandra Nitka (Sandra Zirngibl-Kowalski) | Sebastian Thiele (Sebastian Jäger)  | Nina Marx (N. N.)                       |
| 2012      | Ingo Lenßen  | Karsten Grabowski (Alexander Höll) | Stefanie Scholz                         | Jan Fischer                             | Lara Kampmann (Inga Kristina Oepke) | keine                                   |

Gelegentlich gab es jedoch auch andere Teamzusammensetzungen; so ermittelten beispielsweise auch Christian Storm und Sebastian Thiele bzw. Tekin Kurtuluş schon in mehreren Folgen zusammen.
Auch Sandra Nitka und Katja Hansen ermittelten in einigen Fällen zusammen.
Am 26. Mai 2008 wurde die Folge „Goodbye Sandra Nitka“ ausgestrahlt, in der die Ermittlerin in den Mutterschutz verabschiedet wurde. Aus diesem kehrte sie in der am 1. September 2008 gesendeten Folge „Sandra Nitkas Rückkehr“ zurück.
Nach der Wiederaufnahme der Serie wurden zwei neue Ermittlerteams eingeführt, beide wurden in der ersten Folge vorgestellt. Anschließend wechseln sie sich jede Folge ab. Es kommt auch vor, dass auch beide Teams in derselben Folge auftreten.

### Darsteller im Einzelnen
| Schauspieler             | Rollenname            | Einstieg        | Ausstieg           | Ausstiegsgrund (gemäß Drehbuch)                    |
| Ingo Lenßen              | Ingo Lenßen           | 10. März 2003   | 25. Mai 2012       | Einstellung der Serie                              |
| Christian Storm          | Christian Storm       | 10. März 2003   | 13. November 2009  | Erst-Einstellung der Serie                         |
| Sandra Zirngibl-Kowalski | Sandra Nitka          | 10. März 2003   | 6. November 2009   | Erst-Einstellung der Serie                         |
| Sandra Schwarzmaier      | Katja Hansen          | 11. März 2003   | 13. November 2009  | Erst-Einstellung der Serie                         |
| Tekin Kurtuluş           | Tekin Kurtuluş        | 11. März 2003   | 29. September 2005 | muss nach schwerer Schussverletzung Beruf wechseln |
| Gabriela von Polsdorf    | Gabriela von Polsdorf | 10. März 2003   | 26. April 2006     | eröffnet Fotoladen mit ihrem Lebensgefährten       |
| Tim Riedel               | Mark Blomberg         | 6. Oktober 2005 | 5. Mai 2006        | wechselt zu einer anderen Kanzlei                  |
| Friederike Lohrer        | Julia Brahms †        | 27. April 2006  | 3. Februar 2009    | stirbt an einer Schussverletzung                   |
| Sebastian Jäger          | Sebastian Thiele      | 8. Mai 2006     | 4. November 2009   | Erst-Einstellung der Serie                         |
| N. N.                    | Nina Marx             | 5. Februar 2009 | 2. November 2009   | Erst-Einstellung der Serie                         |
| Alexander Höll           | Karsten Grabowski     | 5. März 2012    | 25. Mai 2012       | Einstellung der Serie                              |
| Stefanie Scholz (?)      | Stefanie Scholz       | 5. März 2012    | 25. Mai 2012       | Einstellung der Serie                              |
| Jan Fischer (?)          | Jan Fischer           | 5. März 2012    | 25. Mai 2012       | Einstellung der Serie                              |
| Inga Kristina Oepke      | Lara Kampmann         | 5. März 2012    | 25. Mai 2012       | Einstellung der Serie                              |

## Prominente Gastauftritte
- Münchener Freiheit, Band
- Holger Fach, Fußballer und Trainer
- Florian Weiss, Journalist
- Axel Schulz, Boxer (Terror im Hotel, Staffel 1 Episode 36)
- Sewarion Kirkitadse,  Alexandra Rietz, Michael Naseband und Gerrit Grass, Kommissare von K11
- Palina Rojinski (Liebe auf russisch, Staffel 4 Episode 48 und Im Rausch der Gefühle, Staffel 5 Episode 15)
- Alexander Hold, Stephan Lucas und Frank Seelhoff(Mord unter Brüdern, Staffel 2 Episode 4)
- Jens Knossalla, Entertainer

## Kooperationen
Lenßen & Partner kann als Ableger der Gerichtsshow Richter Alexander Hold angesehen werden, bei der Ingo Lenßen seit 2001 als Strafverteidiger auftrat. Diese Tätigkeit setzte er mit Unterbrechungen bis 2012 fort, also über praktisch die gesamte Laufzeit seiner eigenen Serie.
Gelegentliche Kooperationen gab es mit der ähnlich konzipierten und in unmittelbarer zeitlicher Nachbarschaft gesendeten Serie K11 – Kommissare im Einsatz. Die Folge Tödliche Liebesspiele enthält das erste Crossover der beiden Sendungen noch mit dem alten K11 Ermittlerteam Loors und Drawer, die nach 180 Folgen aus der Serie ausstiegen. In der Folge Ingo Lenßen unter Mordverdacht von Lenßen & Partner traten die Kommissare des K11 als Gastdarsteller auf. Dasselbe geschah in der Folge Kommissar Naseband in Not. Die Lenßen & Partner-Folge Intrige gegen das Ermittlerteam setzte sich in der gleich anschließenden K11-Folge Christian Storm unter Verdacht fort. Die Schauspieler beider Serien traten sozusagen als Gastdarsteller in der jeweils anderen Sendung auf bzw. überschnitten sich die Handlungsorte beider Serien in diesen Folgen.
| 1. Episode                                              | 2. Episode                                             | 3. Episode                                         | 4. Episode                                        | 5. Episode                                      |
| ------------------------------------------------------- | ------------------------------------------------------ | -------------------------------------------------- | ------------------------------------------------- | ----------------------------------------------- |
| Tödliche Liebesspiele (Staffel 2, Episode 2)            | Verhängnisvolle Liebe (Staffel 1, Episode 2)           |                                                    |                                                   |                                                 |
| Ingo Lenßen unter Mordverdacht (Staffel 5, Episode 120) | Lenßen unter Mordverdacht (Staffel 4, Episode 122)     | Mörderische Hochzeit (Staffel 5, Episode 121)      |                                                   |                                                 |
| Die Affäre des Kommissars (Staffel 4, Episode 171)      | Naseband hinter Gittern (Staffel 5, Episode 18)        | Großfahndung nach Naseband (Staffel 5, Episode 19) | Kommissar Naseband in Not (Staffel 6, Episode 28) | Naseband schlägt zurück (Staffel 5, Episode 20) |
| Intrige gegen das Ermittlerteam (Staffel 7, Episode 40) | Christian Storm unter Verdacht (Staffel 6, Episode 43) |                                                    |                                                   |                                                 |

## Ausstrahlung der Staffeln in Sat.1
| Lenßen & Partner | Lenßen & Partner | Lenßen & Partner                    |
| Staffel          | Episoden         | Ausstrahlung                        |
| ---------------- | ---------------- | ----------------------------------- |
| 01               | 100              | 10. März 2003 bis 7. August 2003    |
| 02               | 100              | 1. Sep. 2003 bis 2. Februar 2004    |
| 03               | 189              | 3. Feb. 2004 bis 25. Januar 2005    |
| 04               | 190 (189+1)      | 26. Jan. 2005 bis 6. Januar 2006    |
| 05               | 190              | 9. Jan. 2006 bis 12. Dezember 2006  |
| 06               | 196              | 15. Jan. 2007 bis 21. Dezember 2007 |
| 07               | 196              | 14. Jan. 2008 bis 23. Januar 2009   |
| 08               | 143              | 26. Jan. 2009 bis 13. November 2009 |

| Lenßen  | Lenßen   | Lenßen                        |
| Staffel | Episoden | Ausstrahlung                  |
| ------- | -------- | ----------------------------- |
| 01      | 57       | 5. März 2012 bis 25. Mai 2012 |

## Änderungen und Aktuelles
Im September 2006 wurde das Format leicht verändert. Der Vorspann wurde mit dem erneuerten Team aktualisiert und die Serie verabschiedete sich ein wenig von einer Dokumentation, da der Sprecher Thomas Albus, der vorher häufig die Situationen geschildert hatte, fast aus dem Konzept genommen wurde. Auch die wackeligen Handkameras wurden nicht mehr gebraucht.
Zum 13. November 2009 wurde die Sendung im Zuge von Umstrukturierungen im Vorabendprogramm eingestellt.
Lenßen & Partner kamen im April 2003 bei der Zielgruppe der 14- bis 49-Jährigen auf einen Marktanteil von 15,4 Prozent.

Logo nach Wiederaufnahme 2012

Im Jahre 2012 wurden neue Folgen unter dem schlichten Serientitel „Lenßen“ ausgestrahlt. Auch zwei komplett neue Ermittlerteams lösten die vorherigen ab. Des Weiteren wurde der Typus Dokumentation wieder eingeführt, bei dem ein Sprecher wieder den kompletten Fall begleitete und Situationen schilderte. Die Titelmusik sowie die Melodie zum Abspann wurden beibehalten. Am 23. Januar 2012 wurde bekannt, dass durch die Einstellung der täglichen Telenovela Anna und die Liebe deren Sendeplatz frei wird. Vom 5. März 2012 bis zum 25. Mai 2012 wurden auf diesem Sendeplatz neue Folgen von Lenßen gesendet. Zum Start gab es eine Doppelfolge.
Im Dezember 2012 erschien die erste Staffel von Lenßen & Partner auf DVD.
Seit Ende Januar 2013 wird Lenßen & Partner von der ersten Staffel an auf Sat.1 Gold wiederholt.
Vom 5. Oktober 2020 bis zum 30. Oktober 2020 wurden 20 Folgen einer abgewandelten Version unter dem Titel Lenßen übernimmt ausgestrahlt. Eine zweite Staffel lief vom 2. August bis Ende Oktober 2021 auf Sat.1. Eine dritte und vierte Staffel mit insgesamt 199 Folgen wurde vom 14. Februar 2022 bis 24. Februar 2023 auf Sat.1 ausgestrahlt.
Seit dem 18. November 2024 wird Lenßen hilft in Doppelfolgen ab 18 Uhr bei Sat.1 ausgestrahlt.

## Rezeption

### Realitätsbezug
Das gesamte Geschehen wurde in der Serie spannungsgeladen und reißerisch dargestellt, wobei dies nicht dem wahren Berufsalltag eines Privatdetektivs entspricht. Doch auch sonst gab es einige fragwürdige Aspekte: In der Serie wurde dem Zuschauer fälschlicherweise der Eindruck suggeriert, die Privatermittler besäßen ähnliche Befugnisse wie Polizisten. Die Detektive begingen in fast jeder Folge Wohnungseinbrüche zur Informationsbeschaffung. Auch das Anbringen von Kameras und Abhörwanzen zählte in der Serie zur gängigen Praxis, stellt aber in Wahrheit einen Straftatbestand dar. Hausdurchsuchungen und Abhörvorgänge dürfen nur von Polizeibeamten mit richterlicher Genehmigung durchgeführt werden. Auch war es unrealistisch, dass die Ermittler Verdächtige mit Schusswaffen bedrohten und abführten, anstatt diese lediglich festzuhalten und der Polizei zu übergeben. Dies würde den Tatbestand einer Nötigung bzw. der Freiheitsberaubung erfüllen. Im Falle der Flucht einer zu verhaftenden Person gaben sie Warnschüsse ab. Ihr Auftreten war übermäßig aggressiv, sie hielten Verdächtige mit Gewalt fest, um diese zu verhören und Aussagen zu erzwingen.
Der Bundesverband Deutscher Detektive e. V. äußerte sich in einer offiziellen Stellungnahme wie folgt:

„Müssten sich die Fernsehdetektive für ihre Taten vor Gericht verantworten, wäre ihnen eine langjährige Gefängnisstrafe sicher. Denn Detektive haben in Deutschland keine anderen Rechte als jeder Bürger unseres Landes auch.[…] Mit der tatsächlichen Detektivarbeit in unserem Land hat diese Darstellung in Lenßen und Partner deshalb nichts, aber auch gar nichts zu tun.“

### Auszeichnungen und Nominierungen
Deutscher Fernsehpreis
- Nominiert – „Beste tägliche Sendung“ (2003)[13]

### Einschaltquoten
Die erste Folge der neuen Serienauflage erreichte 680.000 Zuschauer (9,6 Prozent) der werberelevanten Zielgruppe und 1,94 Millionen Zuschauer (9,1 Prozent) beim Gesamtpublikum. Die zweite Folge, welche gleich im Anschluss an die erste lief, erreichte etwas bessere Zahlen. So sahen 820.000 Zuschauer (9,9 Prozent) der 18- bis 49-Jährigen und 2,54 Millionen Zuschauer (10,1 Prozent) beim Gesamtpublikum die Folge.